# 村镇
村镇，汉语中指介于乡村和集镇之间的一种聚落，通常是农村社区中居民建筑集中和成片分布地区，具备一定的商业基础，居住人口相对农村一般地区密度大。

## 中国大陆的村镇
- 村镇规划：现代意义上，“村镇”为村和镇的合称。对村、镇二级的规划，常称之为“村镇规划”。
- 中国大陆地区，偏远地区的“村镇”多为宗族居住地。
- 行政区劃上，偏远地区的“村镇”多为一个行政村大量人口或多个村民小组人口集中居住，以一个姓氏为主。